# Třída Birmingham
Třída Birmingham byla třída lehkých křižníků Royal Navy a Royal Australian Navy. Byla to čtvrtá z pěti tříd křižníků souhrnně označovaných jako třída Town. Celkem byly postaveny čtyři jednotky této třídy, z toho tři pro britské a jeden pro australské námořnictvo. První tři lodi bojovaly v první světové válce, jedna v ní byla potopena. Pro Austrálii stavěný křižník Adelaide byl dokončen až po válce.

## Stavba
Ve stavebním programu pro rok 1912 byly pro britské námořnictvo objednány tři lehké křižníky konstrukčně vycházející z třídy Chatham. Hlavní změnou bylo posílení výzbroje o devátý 152mm kanón. Jejich stavba proběhla v letech 1912–1914. Poslední jednotka Adelaide byla postavena v Austrálii v letech 1915–1922.
Jednotky třídy Birmingham:
| Jméno      | Loděnice          | Založení kýlu     | Spuštěna          | Vstup do služby | Poznámka                                              |
| ---------- | ----------------- | ----------------- | ----------------- | --------------- | ----------------------------------------------------- |
| Birmingham | Elswick           | 10. června 1912   | 7. května 1913    | únor 1914       | Prodán do šrotu 1931.                                 |
| Lowestoft  | Chatham Dockyard  | 29. července 1912 | 28. dubna 1913    | duben 1914      | Prodán do šrotu 1931.                                 |
| Nottingham | Pembroke Dockyard | 13. června 1912   | 18. dubna 1913    | duben 1914      | Dne 19. srpna 1916 potopen německou ponorkou SM U 52. |
| Adelaide   | Cockatoo Island   | leden 1915        | 27. července 1918 | srpen 1922      | Prodán do šrotu 1949.                                 |

## Konstrukce

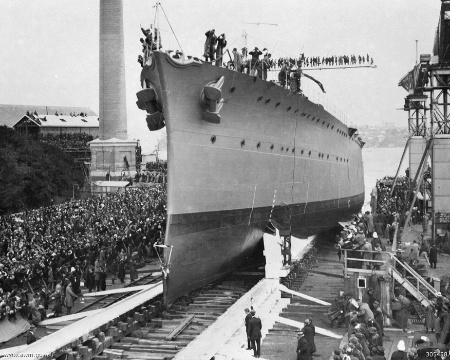
HMAS Adelaide

Pancéřová paluba měla sílu 15–50 mm. Část boků chránil 76mm pancéřový pás. Křižníky nesly devět 152mm/45 kanónů BL Mk.XII, které doplňovaly čtyři 47mm kanóny a dva 533mm torpédomety. Pohonný systém tvořilo dvanáct kotlů Yarrow a čtyři turbínová soustrojí Parsons, o výkonu 25 000 shp, pohánějící čtyři lodní šrouby. Nejvyšší rychlost dosahovala 25,5 uzlu. Dosah byl 4140 námořních mil při rychlosti 16 uzlů.

### Modifikace
Britské křižníky dostaly roku 1915 jeden protiletadlový 76mm kanón.

## Osudy

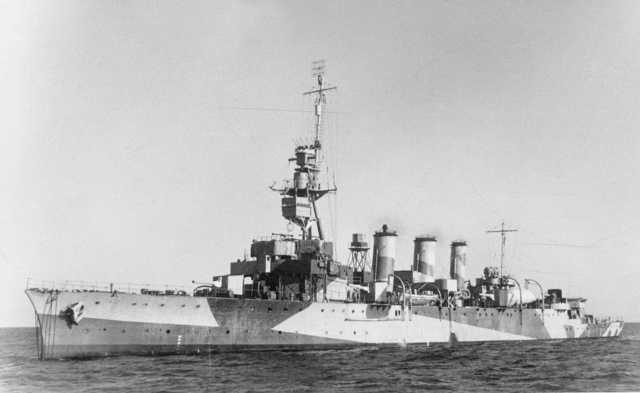
Křižník Adelaide za druhé světové války

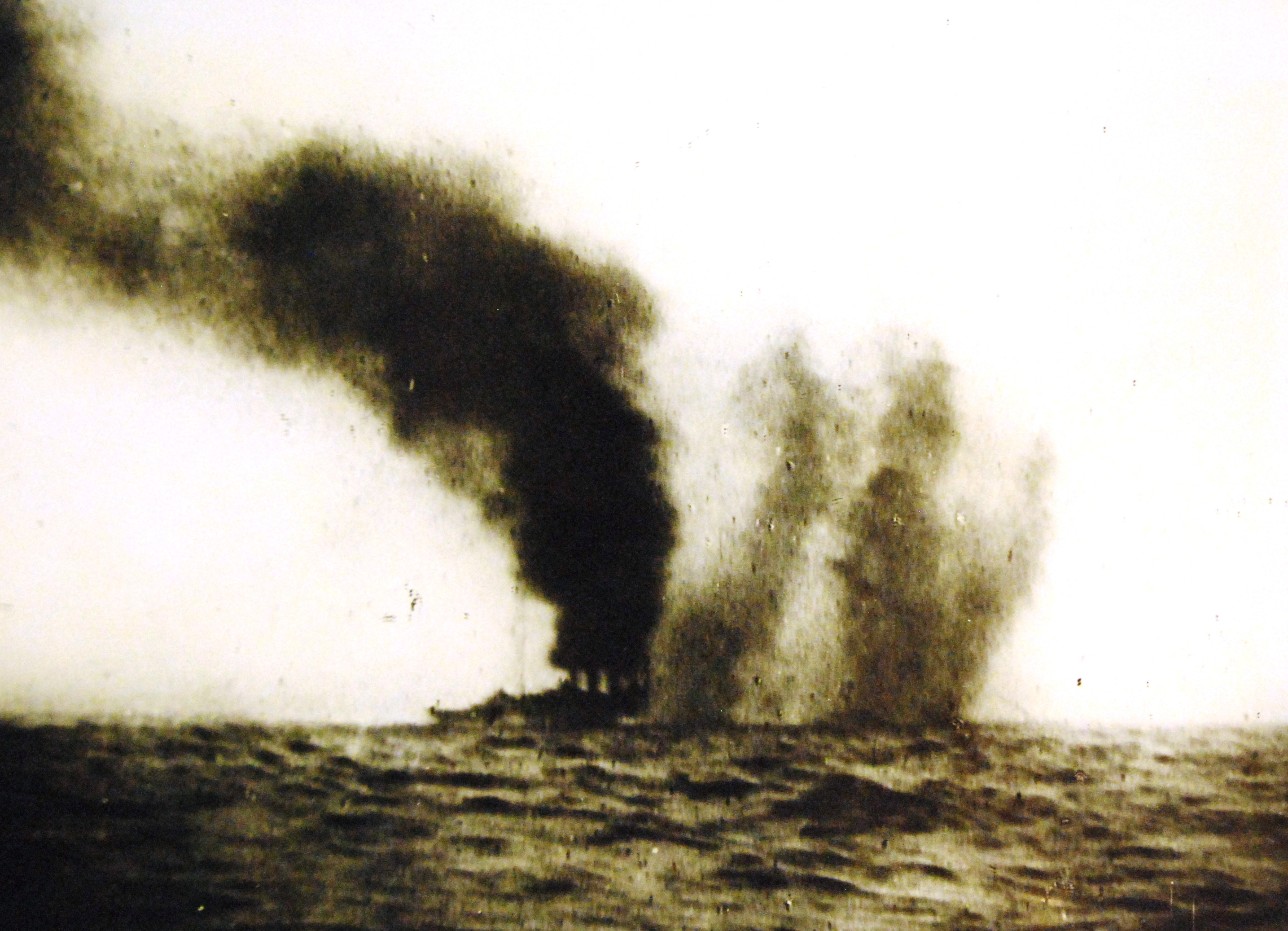
HMS Birmingham během bitvy u Jutska

Lehké křižníky Birmingham, Lowestoft a Nottingham byly na počátku první světové války součástí 1. eskadry lehkých křižníků komodora Williama E. Goodenougha (eskadru doplňovaly ještě křižníky Southampton, Falmouth a Liverpool). Za velké války je čekala velice pestrá operační služba.
Křižníku Birmingham se 9. srpna 1914 ve 3:40 ráno podařilo zaskočit vynořenou německou ponorku U 15, stojící na hladině s porouchanými stroji. Křižník na ponorku nejdříve střílel z děl a poté ji taranem rozpůlil. U 15 se potopila s celou posádkou jako historicky první ponorka ztracená po akci nepřítele.
Všechny tři sesterské lodi se 28. srpna 1914 podílely na porážce Kaiserliche Marine v první bitvě u Helgolandské zátoky. Birmingham a Nottingham byly nasazeny při neúspěšném pronásledování německých bitevních křižníků po ostřelování Scarborough, Hartlepoolu a Whitby dne 16. prosince 1914. Všechny tři křižníky též byly nasazeny 24. ledna 1915 v bitvě u Dogger Banku.
Birmingham a Nottingham bojovaly v roce 1916 v bitvě u Jutska. Z celé třídy byl ve válce ztracen pouze Nottingham, potopený 19. srpna 1916 v Severním moři dvěma torpédy německé ponorky SM U 52. Křižník Lowestoft konečně patřil k lodím nasazeným 2. října 1918 do útoku na Drač. Birmingham a Lowestoft válku přečkaly, a protože se tato třída za války velmi osvědčila, zůstaly ve službě až do roku 1931. 
Křižník Adelaide byl stavěn přímo v Austrálii loděnicí na Cockatoo Island ve státě New South Wales. Dokončen byl až roku 1922, protože díky nepřátelské akci se opozdilo dodání součástí pohonného systému, které v té době nemohly být vyrobeny přímo v Austrálii. Od svých sesterských lodí se lišil tím, že měl pouze tři komíny. Jako jediná loď třídy Town byl operačně nasazen v druhé světové válce. Například pomohl potopit německý lamač blokády Ramses. Roku 1949 byl prodán k sešrotování.